# NGC 2035
NGC 2035 ist ein Emissionsnebel in der Großen Magellanschen Wolke im Sternbild Dorado. Das Objekt wurde am 27. September 1826 von dem schottischen Astronomen James Dunlop entdeckt.
NGC 2035 gehört zu N59A, einem H-II-Gebiet in der großen Magellanschen Wolke am südöstlichen Rand der Superblase LMC4.